# Ramsar (Verwaltungsbezirk)
Ramsar bzw. Rāmsar (persisch شهرستان رامسر) ist ein Schahrestan in der Provinz Mazandaran im Iran. Er enthält die Stadt Ramsar, welche die Hauptstadt des Verwaltungsbezirks ist. Der Verwaltungsbezirk liegt am Kaspischen Meer.

## Demografie
Bei der Volkszählung 2016 betrug die Einwohnerzahl des Schahrestan 74.179. Die Alphabetisierung lag bei 90 Prozent der Bevölkerung. Knapp 76 Prozent der Bevölkerung lebten in urbanen Regionen.
| Zensusjahr | Einwohnerzahl |
| ---------- | ------------- |
| 2011       | 68.323        |
| 2016       | 74.179        |